# De Havilland DH.90 Dragonfly
Die De Havilland DH.90 Dragonfly („Libelle“) war ein zweimotoriges, als Doppeldecker ausgelegtes Reiseflugzeug des britischen Herstellers de Havilland Aircraft Company aus den 1930er Jahren.

## Geschichte
Die Dragonfly war ein luxuriöses Reiseflugzeug, das vorwiegend an reiche Privatleute verkauft werden sollte. Es bot Platz für einen Piloten und vier Passagiere. Äußerlich ähnelte es der De Havilland DH.89 Dragon Rapide, besaß einen verstärkten Rumpf und eine Außenhaut aus mit Stoff überzogenem Sperrholz. Die an den Motorgondeln befestigten Fahrwerksbeine waren vollständig verkleidet. Als Antrieb dienten zwei Gipsy Major-Reihenmotoren mit je 97 kW.
Der Erstflug des Prototyps DH.90 fand am 12. August 1935 statt, die Auslieferung der Serienversion DH.90A begann 1936. Aufgrund des hohen Verkaufspreises endete die Produktion bereits nach 67 Exemplaren. Ein Teil dieser Flugzeuge wurde im Charterverkehr eingesetzt, andere wurden von De Havilland Canada zu Wasserflugzeugen umgebaut. Zahlreiche Exemplare gelangten ins Ausland, viele wurden während des Zweiten Weltkrieges beschlagnahmt und dienten bis Kriegsende als Verbindungs- und Transportflugzeuge.

## Nutzer
- Ägypten
  - Misr Airwork Ltd.
- Australien
  - QANTAS
- Dänemark
  - Dänische Luftstreitkräfte
- Indien
  - Air Services of India Ltd.
- Königreich Irak
  - König Faisal I.
- Kanada
  - Royal Canadian Air Force
  - Royal Canadian Mounted Police
- Rhodesien
  - Rhodesian and Nyasaland Airways
- Rumänien
  - LARES
- Schweden
  - schwedische Luftstreitkräfte
- Türkei
  - Devlet Hava Yollari
- Uruguay
  - PLUNA
- Vereinigtes Königreich
  - Air Dispatch Ltd.
  - Air Commerce Ltd.
  - Air Service Training Ltd.
  - Air Taxis Ltd.
  - Anglo-European Airways Ltd.
  - Birkett Air Services Ltd.
  - British Continental Airways Ltd.
  - International Air Freight Ltd.
  - Plymouth Airport Ltd.
  - Royal Air Force
  - Silver City Airways Ltd.
  - Western Airways Ltd.

## Technische Daten
| Kenngröße             | Daten                                                               |
| --------------------- | ------------------------------------------------------------------- |
| Besatzung             | 1                                                                   |
| Passagiere            | 4                                                                   |
| Länge                 | 9,65 m                                                              |
| Spannweite            | 13,11 m                                                             |
| Höhe                  | 2,79 m                                                              |
| Flügelfläche          | 23,78 m²                                                            |
| Leermasse             | 1134 kg                                                             |
| Startmasse            | 1814 kg                                                             |
| Höchstgeschwindigkeit | 232 km/h                                                            |
| Dienstgipfelhöhe      | 5515 m                                                              |
| Reichweite            | 1006 km                                                             |
| Triebwerke            | zwei 4-Zylinder-Reihenmotoren de Havilland Gipsy Major mit je 97 kW |